# 粛清
粛清（しゅくせい）とは、原義では「厳しく取り締まって、不純・不正なものを除き、整え清めること」、または「不正者・反対者などを厳しく取り締まること」。政治的には、政党や政治結社において、理論上あるいは政策上の対立を一方が他方を組織から排除して政治的に抹殺し組織の純化をはかること。英語ではパージ（英: purge）、フランス語ではエピュラシオン（仏: épuration）、ロシア語ではチーストカ（露: чистка）と呼ばれる。しばしば同音異義語の「粛正」と混同されるが、こちらは「綱紀粛正」などに見られるように、厳しく取り締まって、不正を正すことを意味する。

## 概説
狭義の「粛清」は、独裁国家や社会主義国家などにおいて多くみられ、その場合には物理的暴力や殺戮を伴うことが多い。例として、政治犯の死刑執行や追放をはじめとして、刺客による暗殺、強制収容所への送致などが挙げられる。
広義の「粛清」は、組織の人事の名のもとにきわめて恣意的ではあるが合法的な範囲で行われるものも指す。生命や財産の自由にこそ及ばないが、社会的地位の剥奪、いじめ、ハラスメント、吊し上げなどの一部も、これに含むことができる。これらは古今東西、いかなる組織においても起こり得るものであるが、国家や企業、圧力団体などにおいては、特に「粛清人事」と呼ばれる。一般には、組織のトップによる有力幹部および前のトップとそれに連なる者の解雇、追放、契約解除、左遷などが該当する。これもトップ交代に前後して行われやすい。
粛清は、革命や反革命、クーデター、弾圧の一場面として行われる事も多い。共産主義・独裁国家・新たな王朝の建国（日本では新たな幕府が設立された時や新たな征夷大将軍が就任した時）においては、体制を保つために必ずと言って良いほど発生する。特に、新たな独裁政権が誕生した時は、謀反を起こしやすい人物、将来自身またはその後継者を脅かしそうな存在（将来は自分または後継者を抹殺するような人物）に対して行われる。
ベニート・ムッソリーニは独裁者の中では同胞の殺戮を伴う粛清には消極的な方だった。
1933年1月、ソビエト連邦において全連邦共産党（ボリシェヴィキ）が決定した総粛清（全党チーストカ）は、のちに続く「大テロル」と無関係とはいえないものの、党員の資格審査活動であり、末端党組織による党員記帳の乱雑さをただそうとする性質のものであった。
2013年に朝鮮民主主義人民共和国で発生した金正恩による張成沢派粛清（およびそれに関連した族滅を含む大量殺戮）の際、朝鮮中央通信は「張成沢を取り除き、その一党を粛清することによって、党内に新しく芽生える危険極まりない分派的行動に決定的な打撃を加えた」と報道し、金正恩政権が公式に「粛清」の語を使用した。これはテロル的な意味での狭義の「粛清」の一例と言える。

## 主な粛清
- 焚書坑儒 - 中国（秦）（紀元前213年 - 紀元前212年）
- 前漢の高祖劉邦による建国の功臣（韓信・彭越・英布など）の粛清（紀元前202年 - 紀元前196年頃）
- 曹操暗殺未遂事件の報復（後漢）（199年）
- 長屋王の変 - 日本（729年）
- 応天門の変 - 日本（866年）
- 安和の変 - 日本（969年）
- 北条氏による族誅 -　日本（平安時代末期 - 鎌倉時代）
- モンゴル帝国の4代目皇帝モンケによるチャガタイ家・オゴデイ家に対する粛清 - モンゴル帝国（1251年頃）
- ワラキア公ヴラド・ツェペシュ（串刺し公）による粛清 - ルーマニア（15世紀中頃）
- 明の太祖洪武帝による建国の功臣などへの一連の粛清 - （14世紀末頃）
  - 胡藍の獄 - 胡惟庸の獄（1380年）と藍玉の獄（1393年）の総称
  - 文字の獄
  - 空印事件（1376年）
  - 郭桓の案（1385年）
  - 林賢事件（1386年）
  - 李善長の獄（1390年）
- 明の成祖永楽帝によるクーデターと一連の粛清
  - 靖難の変（1393年）
  - 壬午殉難（建文帝政権の臣下関係者などへの一連の粛清。苛烈さから「瓜蔓抄」と呼ばれる）（1393年 - 1403年）
- ユダヤ人追放令 - スペイン（1492年）
- ストックホルムの血浴 - デンマーク（1520年）
- メアリー1世によるプロテスタント粛清 - イギリス（1553年 - 1558年）
- イヴァン4世（雷帝）による恐怖政治（オプリーチニナも参照） - ロシア（1565年 - 1574年頃）
- 士禍 - 朝鮮（主に15世紀 - 16世紀頃）
- サン・バルテルミの虐殺 - フランス（1572年）
- 秀次事件（豊臣秀吉による豊臣秀次とその関係者の粛清） - 日本（1595年）
- リンチェピングの血浴（カトリック信徒粛清） - スウェーデン（1600年）
- 徳川家光による元幕臣原主水の処刑（1623年）
- 徳川家光による徳川忠長と加藤忠広の改易（1632年から1633年）
- 清教徒革命時のプライドのパージ (Pride's Purge) （1648年）
- 文字の獄（雍正帝による反対派粛清）- 清（1726年）
- フランス革命時代の粛清
  - 九月虐殺 - 「反革命派」の逮捕・虐殺（1792年）
  - 恐怖政治 - ロベスピエール派によるもの（1793年 - 1794年）[3]
  - テルミドールのクーデター - ロベスピエール派に対する粛清（1794年）
- 復古王政下での王党派による白色テロ（百日天下を参照） - フランス（1815年 - 1818年）
- 蛮社の獄 - 日本（1839年）
- 安政の大獄 - 日本（1859年）
- 新選組内部における粛清 - 日本（1863年 - 1867年）
- ソ連での粛清
  - レーニンによる粛清（1917年 - 1924年）[3]
  - トロツキー率いる反対派の排除 (Case of Trotskyist Anti-Soviet Military Organization) （1920年 - 1925年）
  - スターリンによる大粛清（1934年 - 1938年）[3]
- 大逆事件 - 日本（1910年） - 明治天皇暗殺未遂事件を口実とした無政府主義者の処刑
- 中華民国における上海クーデター（1927年）
- ハンガリー評議会共和国による赤色テロ（英語版）（1919年）
- ハンガリー王国による白色テロ（英語版）（1919年 - 1921年）
- ヒトラー（ナチ政権）下での粛清
  - 強制的同一化政策（1933年 - 1945年）
  - 長いナイフの夜（1934年）
  - ヒトラー暗殺未遂事件の報復（1944年）
- フランコ体制下のスペインにおける白色テロ（英語版）（1936年〜1945年）
- 第二次世界大戦終結に伴う粛清
  - 非ナチ化、ナチス協力者への追及 (Pursuit of Nazi collaborators) （1945年～）
  - 連合国軍最高司令官総司令部による日本の公職追放（1946年～1951年）
  - エピュラシオン - （1944年 - 1949年）フランス共和国臨時政府・フランス第四共和政政府によるヴィシー政権関係者・コラボラシオン参加者に対する粛清
- 冷戦下における西側各国の赤狩り
  - マッカーシズム - アメリカ（1948年 - 1950年代前半）
  - レッドパージ - 日本（占領軍）（1950年）
  - 済州島四・三事件 - 韓国（1948年）
  - 保導連盟事件 - 韓国（1950年）
- 整風運動 - 中国共産党（1942年 - 1945年）
- 二・二八事件とその後の白色テロ - 台湾（1947年 - 1992年）
- ハサン2世による指導の時代（英語版）（1961年〜1980年代）
- 9月30日事件及びその後の共産主義者粛清 - インドネシア（1965年 - 1966年）
- 文化大革命に伴う粛清 - 中華人民共和国（1966年 - 1976年）
  - 内モンゴル人民革命党粛清事件
- イディ・アミン政権下による粛清 - ウガンダ（1972年 - 1979年）
- クメール・ルージュによる大粛清 - カンボジア（1975年 - 1979年）
- 連合赤軍における総括（山岳ベース事件） - 日本（1971年 - 1972年）
- 汚い戦争 - アルゼンチン（1976年 - 1983年）
- 北朝鮮における粛清
  - 金日成による南労党派、延安派、ソ連派、甲山派の粛清（1950年 - 1968年）
  - 金正日による金聖愛・金平一派、ソ連留学組の粛清（1992年 - 1997年）、深化組事件（1997年 - 2000年）
  - 金正恩による張成沢派の粛清（2013年）
- 2016年トルコクーデター未遂事件関与者への粛清 - トルコ（2016年）